# Jolo (eiland)

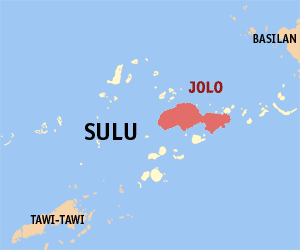
De locatie van Jolo in de provincie Sulu

Jolo is een eiland in de Filipijnse provincie Sulu. Jolo is het grootste eiland van de Sulu-eilanden tussen Mindanao en Borneo. De belangrijkste plaats op het eiland is de gelijknamige gemeente Jolo. 
Jolo staat tegenwoordig vooral bekend vanwege het terrorisme van met name de Abu Sayyaf-groepering. Zo werden in 2000 een aantal toeristen ontvoerd en vastgehouden op dit eiland. Sinds 2003 zijn op het eiland Amerikaanse soldaten gelegerd die de Filipijnse overheid bijstaan in hun strijd tegen de terroristen.

## Geografie

### Bestuurlijke indeling
Op het eiland liggen de volgende 9 gemeenten:
| - Indanan - Jolo - Kalingalan Caluang - Luuk - Old Panamao | - Panglima Estino - Parang - Patikul - Talipao |

### Landschap en topografie
Jolo is 893 km² groot en daarmee het grootste eiland van de Sulu-eilanden. De hoogste berg van het eiland, Mount Tumantangis, ligt aan de westkant en is 870 meter hoog.